# Emsisoft
Emsisoft (Emsisoft GmbH) はWindows用ウイルス、及びマルウェア対策ソフトウェアを開発しているオーストリア本社のコンピュータセキュリティ企業。EMSISOFTの日本語表記は、エムシソフト。

## 概要
社名の由来は、CEO、創業者のChristian Mairollのイニシャル「MC（エム・シー）」から「Emsi」とした。他社のセキュリティ製品と併用出来ないウイルス対策ソフトが多い中で、他社製品との常駐した状態で併用できることを公式にサポートしている。
アンチウイルス兼アンチスパイウェアのEmsisoft Anti-Malwareは、自社とBitdefenderを使うダブルスキャンエンジンを搭載することが特徴である。ウイルスの検出方法は、古くからあるタイプのシグネチャのみの検出だけに依存しない、ビヘイビアブロッカー（実行中のプログラム動作を絶えず監視し、マルウェアの挙動を検出する）を搭載し、シグネチャが対応していない場合でも、マルウェアの感染を防ぐことを可能としている。
パーソナルファイアウォールのEmsisoft Online Armorは、Matousecによる「Proactive Security Challenge」テストで上位常連で、Comodo Firewallとたびたび1位の座を争っていた（ただし現在は主催者とのパートナーシップ終了によりテストに参加していない）。

## 製品一覧
各製品には、個人・非商用に使途を限定、もしくは一部の機能が省略した無料版がある。

### 日本語対応製品
Emsisoft Anti-Malware - PC向けアンチマルウェアソフト
Emsisoft Emergency Kit - 4種のツールからなる携帯用アンチマルウェアソフト
Emsisoft Emergency Kit Scanner
Emsisoft Commandline Scanner
Emsisoft HiJackFree
Emsisoft BlitzBlank

### 日本語非対応製品
Emsisoft Mobile Security
Emsisoft Online Armor - パーソナルファイアウォール
Emsisoft Internet Security pack
Anti-MalwareとOnline Armorをセットにしたもの。
Emsisoft Anti-Malware for Server
Emsisoft Enterprise Console